# Kurierzy
Kurierzy (alb. Korrierët) – albański film fabularny z roku 1976 w reżyserii Mevlana Shanaja.

## Opis fabuły
Pierwszy albański film telewizyjny. Akcja filmu rozgrywa się w zimie, w początkach roku 1944. Dwaj kurierzy, chłopi Kio i Sandri otrzymują rozkaz, aby z miasta zajętego przez partyzantów zanieść wiadomość do jednego z oddziałów zanim zacznie on atak na pozycje niemieckie. W trakcie realizacji tego zadania Sandri ginie w walce z Niemcami, ale Kio osiąga cel.

## Obsada
- Esat Teliti jako Kio
- Niko Kanxheri jako Sandri